# ماده‌باوری مکانیکی
ماده‌باوری مکانیکی به گونه تقریباً نوینی از ماده‌باوری یا ماتریالیسم اشاره دارد که در آن بن‌مایه اصلی و کل همان باورنهایی به تمام ماده است. ماده‌باوری مکانیکی ارتباط بسیار عمیقی با مکتب فیزیکالیسم دارد و بیشتر از سایر زیرشاخه‌های ماتریالیسم آن را دربر می‌گیرد و با آن سخن می‌گوید.دومین اصل جزء این مکتب میان‌رشته‌ای مکانیک و اصول و فنون آن است. در ماتریالیسم مکانیکی، شاره‌ها،سیالات و نیز حتی فرمول‌ های مکانیک تأثرگرفته و بیشتر گذاشته‌اند.جهان مکانیک آمیخته کل با جهان ماده که بنابر باور غالب فلاسفه اصل اول فیزیک که انرژی را در بر می گیرد و بیان می‌دارد این چیز، هرگز نابود نمی‌گردد بلکه از شکلی به شکل دیگری تبدیل می شود، همواره انرژی بوده، هست و خواهد بود پس همواره ماده نیز که اشکال مختلف آن انرژی‌ها هستند، همواره با همین نحو تا به امروزه و لحظه لحظه بعد خواهد بود! به عبارتی ماده نیز هرگز نمی تواند نباشد!